# (1231) Аврикула
(1231) Аврикула (лат. Auricula) — астероид внешней части главного пояса, который был обнаружен 10 октября 1931 года немецким астрономом Карлом Вильгельмом Рейнмутом, работавшим в Гейдельбергской обсерватории. Был назван в честь рода растений (цветов) аврикула, первоцвет ушковидный (лат. Auricula).
Период обращения астероида вокруг Солнца составляет 4,363 года.
Первые буквы названий астероидов с номерами от 1227 по 1234, открытых К. В. Рейнмутом, образуют акростих G STRACKE — имя немецкого астронома Густава Штраке. Штраке не желал, чтобы его именем были названы какие-либо небесные тела, и Рейнмуту пришлось схитрить.